# Micheline Sandrel
Micheline Marcelle Bardel dite Micheline Sandrel, née le 27 mai 1918 à Boubiers et morte le 11 mars 2012 au Mans, est une journaliste, présentatrice de télévision et écrivaine française .

## Journalisme et télévision
Fille d'un opérateur de cinéma, elle débute comme institutrice. Après une formation de comédienne et des études à la Sorbonne, elle entre  à la radio comme journaliste en 1945. Elle travaille à la télévision de 1950 à 1983. Dès 1954, elle participe au journal télévisé.
Jusqu’en 1964, elle réalise des reportages sur la vie culturelle (Rendez-vous à cinq heures, Paris vous parle). Elle présente notamment le Journal de Paris de 1964 à 1972 et contribue au Journal régional jusqu’en 1983. Elle produit des émissions de variétés (Cabaret du soir, Rive droite, Ce soir à...). Elle collabore aussi à des magazines (Magazine féminin, Rond point).

## Littérature
Elle obtient le Prix du Quai des Orfèvres en 1962.

## Œuvre
- Dix millions de témoins, Hachette, 1962 ;
- Dictionnaire de ces sacrés français, (illustrations Jacques Faizant), 1964 ;
- Améthyste en tête, éditions le Dynosaure, 1966 ;
- Guide de l'amant parfait et du mari passable, Pensée moderne, 1966 ;
- La Biche blonde et le grand lion (illustrations de Paul Durand), Nathan, 1968 ;
- Le beau jeune homme et l'écureuil, Nathan, 1971 ;
- Le Chat qui voulait être chat du roi, 1971 ;
- Il était une fois un tigre, Nathan, 1972 ;
- L'Enfant qui inventait des oiseaux, Delagrave, 1972 ;
- Claude Gozlan, Éditions du Cygne, 1983.